# Willy González (bajista)
Willy González (o Guillermo Martín González, 7 de noviembre de 1966, Buenos Aires, Argentina) es un músico, compositor y docente argentino, especializado en el bajo eléctrico de 6 cuerdas, al cual le dio un lugar destacado como instrumento líder dentro de la música argentina y latinoamericana, convirtiéndose en un referente del mismo.

## Biografía
A los once años comienza sus estudios de bajo. Su formación en el instrumento tiene dos vertientes: una formal dada por docentes que lo instruyeron en composición y arreglos, y la otra como autodidacta, que es la característica más sobresaliente de su trayectoria, logrando un  gran despliegue y desarrollo, encontrando un modo personal y particular de abordar el instrumento. De esta manera logró grabar el primer disco que existiera de folklore argentino con un bajo eléctrico de seis cuerdas.
Su estilo y preferencias musicales, fueron fuertemente influenciados, entre muchos otros, por  Atahualpa Yupanqui, Hugo Díaz, Astor Piazzolla, Adolfo Ábalos y Chabuca Granda.
Se ha desempeñado como músico, compositor, arreglador y productor, creando una vastísima obra, y también como docente en diferentes ámbitos académicos de gran prestigio, en los que se ha especializado en la investigación y difusión de géneros autógenos. 

## Trayectoria

### Comienzos y carrera en el Jazz
Willy González comenzó su carrera como bajista en los años 80, y en ese prolongado recorrido, compartió grabaciones y escenarios con músicos de la talla de Raúl Carnota, Scott Henderson, Juan Falú, Mercedes Sosa, Arismar Spirito Santo, Gabriele Mirabassi, Frank Gambale, Francisco Rivero, Lito Vitale, Liliana Herrero, Jorge Araujo, Juan"Pollo¨ Raffo, Carlos Aguirre, Jorge Fandermole, Diego Urcola, Diego Schissi, Sandra Miahnovich, Lorena Astudillo, entre muchas otras figuras.
En los primeros años, su carrera estuvo signada por la fusión jazzística. 
Grabó su primer disco con el grupo "Meridiano", a la edad de 16 años junto a Adrián Iaies. 
Fue director y compositor de "La Banda Latina" (1987) conformada por Diego Schissi, Francisco Rivero, Bam Bam Miranda y Jorge Araujo. Con esta agrupación, grabó dos placas: "La Banda Latina " (1988) y "Bordó" (1992).
Dirigió junto a Juan "Pollo" Raffo la celebrada agrupación de jazz-fusión: "Monos con Navajas" (1990-1995) integrada por músicos de la talla de Francisco Rivero, Guillermo Arrom, Jorge Araujo,  Pablo Rodríguez, Daniel Volpini, entre otros.  Recibiendo la mención del Premio "Konex 1995", al mejor grupo de jazz de la década, luego de haber grabado tres placas ("Monos con Navajas ", "Monos con Navajas II y 90/95"). 

### Camino como bajista latinoamericano
A partir de 1995 forma su primer trío de folklore argentino junto a Facundo Guevara y Quique Sinesi. A partir de allí, su identificación con la música argentina y latinoamericanas es ineludible.
En 1997 graba su primer disco de música latinoamericana “Augusto no miente” junto a figuras como Ernesto Jodos, Facundo Guevara, Chango Spasiuk, y Francisco Rivero, entre otros, con gran repercusión en la crítica argentina y diversos shows en la Feria Internacional del Libro de Corrientes y apariciones en TV en el aclamado ciclo del músico Lito Vitale “Ese amigo del alma”.
En 1998 es convocado por Raúl Carnota y Rodolfo Sánchez para participar de “Reciclón”, álbum que es considerado por la crítica como un disco inaugural de un nuevo sonido en el folklore argentino.
En 1999 graba “Pergamino” disco que logra gran repercusión en la prensa local con infinidad de shows y presentaciones en Tower Records. Este sería el primero de su catálogo latinoamericano en ser vendido en Japón.
En el año 2000 comienza una fructífera relación con el lutier Pablo Batan, creando el bajo de 6 cuerdas modelo WG, instrumento que le permitió profundizar su estilo tan personal que combina técnicas de ejecución de la guitarra criolla con toques de diferentes tipos de instrumentos de percusión.
En 2001 graba el disco “Tupa”, que ya cuenta al momento con 3 ediciones, álbum que catapulta a Willy a un público cada vez mayor, tocando en teatros de mayor capacidad y accediendo a una gran cobertura de los medios masivos. Fue uno de los primeros CDs híbridos argentinos con contenidos multimedia interactivos. Willy se establece como sinónimo del bajo de 6 cuerdas en la música latinoamericana.
En ese mismo año es convocado por la Berklee College of Music para crear la cátedra de “música latinoamericana” junto a Mario Guzzo.
En 2003 edita “Verse Negro” junto a Mario Guzzo y Pepe Luna. Es aquí donde comienza a agregar a su repertorio de música argentina la afro-peruana.
En 2004, graba el disco junto Diego Urcola “Soundances”, álbum nominado al Grammy Latino y Norteamericano, edición 2005. Con esta formación participan en la novena edición del Festival de Jazz de Lapataia, Uruguay, compartiendo escenario junto a Paquito D’Rivera y Chris Potter entre otros. 
Realiza una gran presentación de “Verse Negro” en el ND Ateneo teniendo de invitados a KoKi, Pajarín Saavedra, Raúl Carnota y Micaela Vita. Es en este show donde se gesta la idea del dúo González-Vita.
En 2005, González-Vita graba su primer álbum “Ares y Mares” inaugurando un formato hasta entonces inédito: el dúo bajo y voz. A partir de este disco comienzan las giras por América Latina y Estados Unidos, destacándose el tour por Brasil con más de 18 fechas y 2 exitosas actuaciones en el Charleston Festival de Estados Unidos, donde fueron considerados por la prensa local, como “la Joni Mitchell y el Jaco Pastorius de Sudamérica”.
En 2006, vuelve a ser convocado por Raúl Carnota para participar el DVD + CD en vivo “Runas”. Durante la última parte del año se aboca a escribir nuevas composiciones para su próximo disco.
En 2007 lanza “Agua”, álbum que obtiene el Premio Fondo Nacional de las Artes por el tema “Yasy yateré”.
En ese mismo año, junto a Juan Falú y Rodolfo Sánchez, edita el disco “Falú, González, Sánchez”´. Este álbum es considerado por la prensa como uno de los aportes más originales de los últimos 20 años a la música folklórica y gana 2 premios Gardel.
Es convocado por Juan Falú como docente para la carrera de tango y folklore del  “Conservatorio Superior de Música Manuel de Falla” uno de los más importantes y prestigiosos de la Argentina.
El año 2008 lo dedica a presentar por toda la Argentina tanto “Agua” como el disco “Falú, González, Sánchez”.
Es ese mismo año, Willy González firma contrato con Warner Music y Emi Melograph  para editar sus partituras.
En el 2009 representa a la Argentina en el Festival Internacional de Curitiba, Brasil, dando cursos intensivos de música argentina y latinoamericana junto a su grupo.
A mediados de 2009, comienza a concretar una idea que tenía desde hace tiempo, el diseño de un bajo de  6 cuerdas acústico. Instrumento inédito hasta ese momento. El lutier Pablo Batan luego de 6 meses de intenso logra hacerlo realidad.
En 2010 edita el segundo disco el dúo González-Vita “Duplo”. El mismo es presentado junto al popular conjunto vocal brasileño “Boca Livre” en el prestigioso Memorial de América Latina en Sao Pablo, Brasil.
Edita el material educativo “Música Argentina”, primer CD interactivo con partituras y pistas de acompañamiento para el estudio de cada género de dicha música.
En 2011, regresa por segunda vez al Festival Internacional de Curitiba compartiendo escenario con Alessandro Kramer y Gabriele Mirabassi y repite exitosamente sus cursos intensivos de música argentina y luego se presenta por primera vez en Chile, en la Universidad de Santiago, junto al prestigioso bajista Igor Saavedra Valenzuela.
En 2012 graba su primer DVD en vivo, junto a su trío y recorren el país en una gira organizada por la Secretaría de Cultura de la Nación, visitando prestigiosas universidades como la de Córdoba, Villa María en las que junto a los shows brindan talleres sobre música latinoamericana.
En 2013 funda la Orquesta de Música Popular de Ciudad Las Heras presentándose en Radio Nacional con gran repercusión.
Realiza su octava gira por Brasil compartiendo escenario con Arismar Spirito Santo, en Sao Pablo.
Graba junto a Lucas  Monzón y Abel Tesoriere “Tacuarita” (aún inédito) primer disco dedicado íntegramente a la música del litoral argentino.
En 2014, vuelve a Brasil con un trío compuesto por Federico Syksnys en bandoneón y Abi González en guitarra y voz. 
Con esta formación graba su undécimo disco de música latinoamericana “tamocomoqueremo” y comienza a presentarlo en diferentes lugares del país, entre ellos, el destacado Festival Cervantino en la ciudad de Azul.
En 2015, graba una serie de clips para sus endorsers, Batan Luthier y Mazzarino Pickups, que reciben excelentes críticas en el reconocido portal No Treble (sitio en el cual ya ha tenido elogiosas críticas en diversas oportunidades). A mitad de año vuelve a formar el trío Mario Gusso, incorporando a Joaquín Errandonea en guitarra y voz. Sobre fin de año lanza el primer disco de la Orquesta Municipal de Música Popular de General Las Heras con excelente recepción
En 2016, comienza a desarrollar material didáctico orientado hacia la ejecución del tango en bajo de 6 cuerdas. Realiza con el trío diversas fechas en todo el país, en una de ellas queda registrada en video el tema inédito "Quimera" que formará parte de un futuro disco del trío.
En 2017 forma el dúo junto a la reconocida cantante Victoria Morán, grabando el CD "Aparceros" y con la participación del también reconocido bajista urugayo Daniel Masa. En el mismo año, viaja a Colombia convocado por la Universidad Distrital de Bogotá para dar conciertos y clínicas sobre música criolla Argentina y Sudamericana. También en 2017, junto a la Orquesta de Música Popular de Las Heras junto al ballet experimental de Lobis, realiza una importante presentación en el Teatro Italiano de la ciudad de Lobos, Provincia de Buenos Aires.
En 2018 realiza una serie de videos promocionales de la prestigiosa marca Batán Luthier, asimismo es convocado por la Asociación Argentina de Intérpretes (A.A.D.I.) para dar una master class sobre "bajo latinoamericano". Produce junto a Victoria Morán un EP de 5 videoclips como soporte promocional del disco "Aparceros". Realiza una importante serie de conciertos dirigiendo la orquesta de Las Heras en Buenos Aires (Radio Nacional, Conservatorio Manuel de Falla, entre otros).
En 2019 es convocado por la universidad de Cuyo (UnCuyo) y el Fondo nacional de Las Artes para realizar seminarios y conciertos (pcia de Mendoza Arg).Del mismo modo lo hace en la escuela de música popular "Leopoldo Marechal" en la UMI (Moreno) y en la Universidad de Tres Arroyos, Provincia de Buenos Aires de Bs As. Participa junto a Victoria Morán del prestigioso programa de Ernesto Snajer "Notas de Paso" emitido por la señal argentina Canal A.
En 2020 produce junto a Lito Vitale y la orquesta de Las Heras un video para la Televisión Pública Argentina, y también registra en cuarentena 4 obras en formato video de dicha orquesta. En este mismo año funda el grupo "Chúcara" junto a Santiago Álvarez (Armónica) y Roberto Decarre (Voz). El trompetista Diego Urcola incluye en su disco "El Duelo" grabado junto al reconocido saxofonista de latin Jazz Paquito D'Rivera la composición de Willy González "Pekín".
En 2021 dicta cursos de improvisación en mÚsica criolla en la universidad de artes (U.N.A.), en este mismo año se graba el 1er CD de "Chúcara" (feat: Mariana Mariñelarena).

## Discografía

### Como solista
- La Banda Latina - La Banda Latina (1988)
- La Banda Latina - Bordó (1991)
- Monos Con Navajas - Monos Con Navajas I (1991)
- Monos Con Navajas - Monos Con Navajas II (1993)
- Monos Con Navajas - Monos con Navajas 90/95 (2003)
- Diego Urcola - Soundances (2004)

### Catálogo Latinoamericano
- Zamba para la compañera (1997)
- Pergamino (1999)
- Tupa (2000)
- Verse Negro (2003)
- Ares y Mares (2005)
- Agua (2007)
- Falú - González - Sánchez (2007)
- Duplo (2010)
- Música Argentina (2010)
- Willy González Nuevo Trio En Vivo CD+DVD (2012)
- Tamocomoqueremo (2014)
- Tacuarita (2016)
- Aparceros (2017)
- Chúcara (2021)

### Como Intérprete / arreglador
- Raúl Carnota - Reciclón (1998)
- El Disidente - Mares Inmensos (1999)
- Manuel Miranda - Asociación Libre (1999)
- Raúl Carnota - Runas (2006)
- Orquesta Municipal de Música Popular de General Las Heras (2015)

## Premios y nominaciones
| Año  | Trabajo nominado            | Premio                                        | Categoría                                 | Resultado |
| ---- | --------------------------- | --------------------------------------------- | ----------------------------------------- | --------- |
| 1995 | Monos Con Navajas           | Premio Konex                                  | Mejor grupo de jazz de la década          | Ganador   |
| 2004 | Soundances                  | Grammy                                        | Latin Jazz                                | Nominado  |
| 2004 | Soundances                  | Latin Grammy                                  | Latin Jazz                                | Nominado  |
| 2006 | Jasy Jateré                 | Primer Premio del Fondo Nacional de las Artes | Canción de Raíz Folklórica Región Litoral | Ganador   |
| 2008 | "Falú - González - Sánchez" | Premio Gardel                                 | Mejor álbum grupo de Folklore             | Ganador   |
| 2008 | "Falú - González - Sánchez" | Premio Gardel                                 | Mejor nuevo artista de folklore           | Ganador   |